# Hovorestenia thalassina
Hovorestenia thalassina är en skalbaggsart som beskrevs av Santos-silva och Hovore 2008. Hovorestenia thalassina ingår i släktet Hovorestenia och familjen långhorningar. Inga underarter finns listade i Catalogue of Life.